# パラシオ・デ・デポルテス (マドリード)
パラシオ・デ・デポルテス・デ・ラ・コムニダ・デ・マドリッド（スペイン語: Palacio de Deportes de la Comunidad de Madrid, 英語: Community of Madrid Sports Centre、命名権で呼ぶ場合はモビスター・アリーナ）は、スペインのマドリードにあるスペイン最大の屋内競技場。収容人数は15,000名。

## 概要
1960年に建てられたが、2001年の火災で全焼。2005年に再建された。主な大会としてはユーロバスケット、ヨーロッパ柔道選手権大会、1986年バスケットボール世界選手権、2014年FIBAバスケットボール・ワールドカップなどが行われた。2008年5月にはユーロリーグのファイナルフォーが行われた。

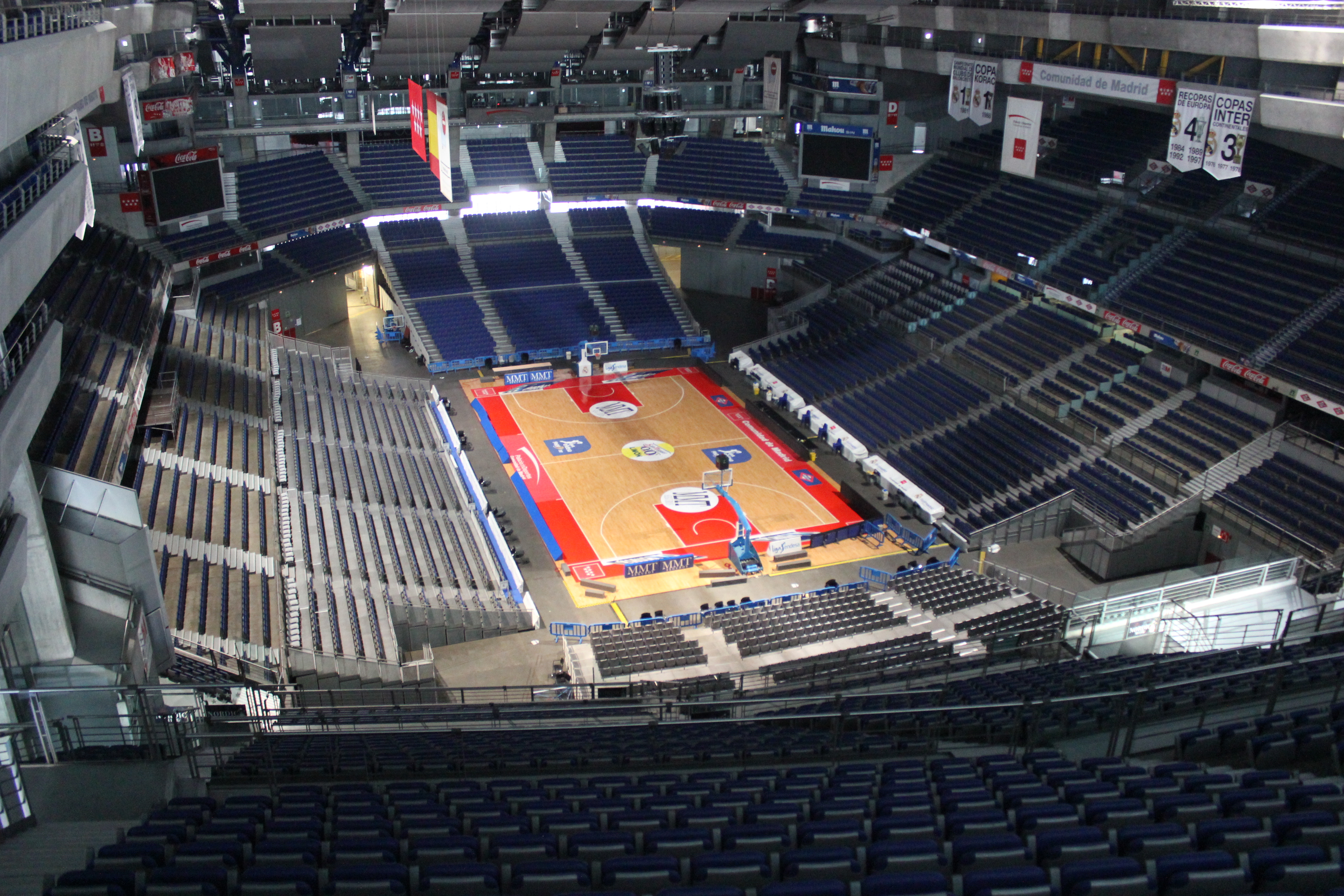
内観